# 献圣母于圣殿堂
献圣母于圣殿堂（英語：Santa Maria della Presentazione）是一个罗马天主教领衔堂区，位于意大利罗马34区（Lido di Ostia Levante 区）, via Torrevechia路。  
教宗本笃十六世将其封为领衔堂区。首任領此堂區司鐸銜的枢机为方濟各·罗夫莱斯·奥尔特加（2007年11月24日至今）